# Alexander Calandrelli
Alexander Emil Ludovico Calandrelli (Berlino, 9 maggio 1834 – Lankwitz, 26 maggio 1903) è stato uno scultore tedesco.

## Biografia

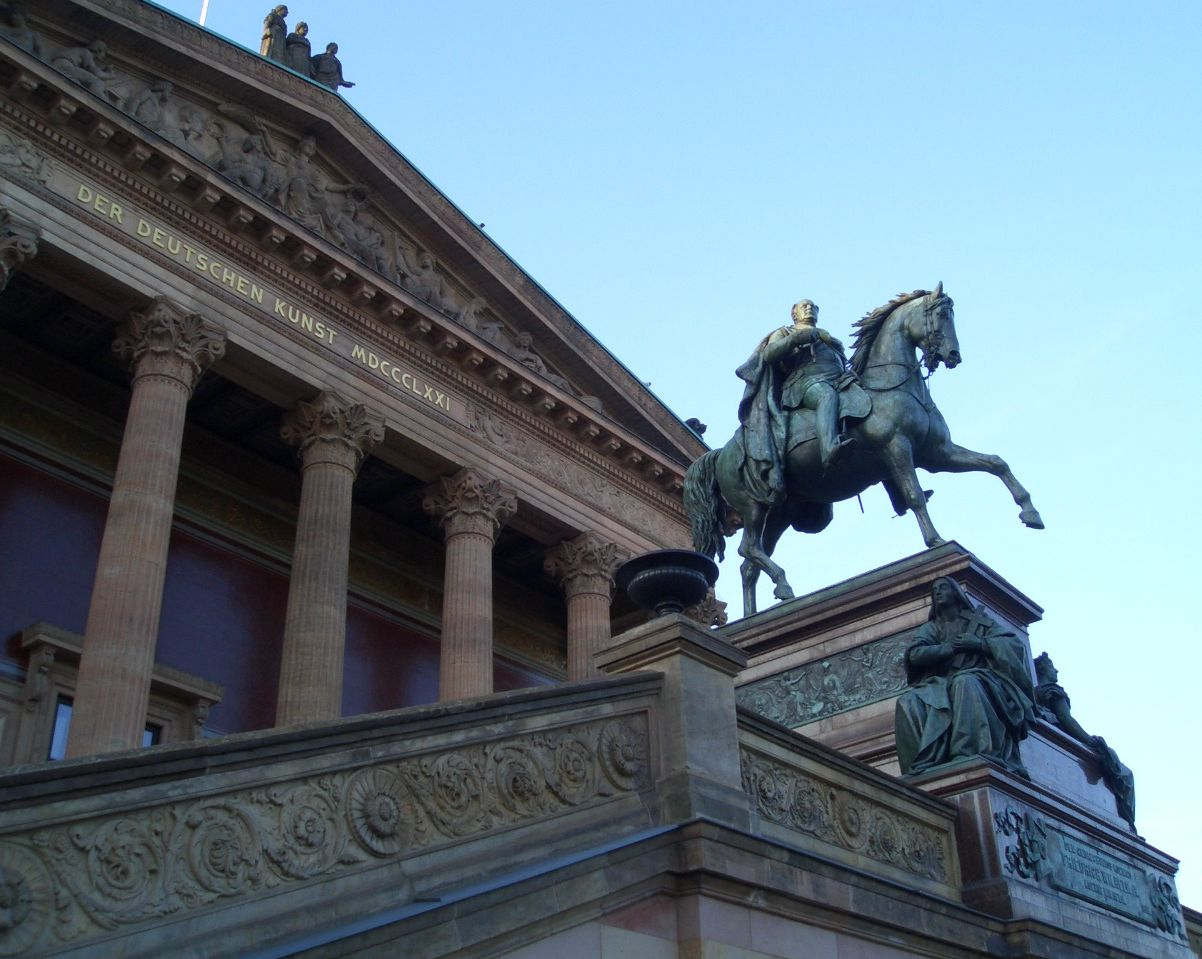
Alexander Calandrelli: Statua equestre di Federico Guglielmo IV di Prussia (Alte Nationalgalerie, Berlino)

Suo padre si trasferì da Roma in Germania nel 1832. Dal 1847 sino al 1850 studiò alla Berliner Akademie der Künste.
Altri suoi maestri furono August Wredow, Friedrich Wilhelm Dankberg (Fino al 1852) e Friedrich Drake (Fino al 1855). Lavorò successivamente per August Fischer fino al 1863. Ebbe come allievi August Gaul e Martin Götze.